# Neorhinoleucophenga
Neorhinoleucophenga är ett släkte av tvåvingar som ingår i familjen daggflugor. Släktet innehåller arterna Neorhinoleucophenga trachyopa och Neorhinoleucophenga vitripennis